# Webb Island
Webb Island (französisch Île Webb, in Chile Isla Escribiente Rebolledo) ist eine 2,5 km lange Insel im Archipel der Adelaide- und Biscoe-Inseln vor der Loubet-Küste des Grahamlands im Nordteil der Antarktischen Halbinsel. Im Laubeuf-Fjord östlich der Adelaide-Insel liegt sie 5 km südlich der Einfahrt zur Stonehouse Bay.
Teilnehmer der Fünften Französischen Antarktisexpedition (1908–1910) unter der Leitung des Polarforschers Jean-Baptiste Charcot entdeckten sie. Charcot benannte sie nach Captain (später Admiral) Richard Webb (1870–1950), Kommandant an Bord des britischen Kreuzfahrtschiffs Amethyst, der Charcots Expedition 1910 in Montevideo empfangen hatte. Das Advisory Committee on Antarctic Names übertrug die französische Benennung 1953 ins Englische. Namensgeber der chilenischen Benennung ist ein Teilnehmer an der 1. Chilenischen Antarktisexpedition (1946–1947).